# Shanda (socken)
Shanda (kinesiska: 善达, 善达苏木) är en socken i Kina. Den ligger i den autonoma regionen Inre Mongoliet, i den norra delen av landet, omkring 360 kilometer nordost om regionhuvudstaden Hohhot.
Genomsnittlig årsnederbörd är 628 millimeter. Den regnigaste månaden är juli, med i genomsnitt 117 mm nederbörd, och den torraste är januari, med 4 mm nederbörd.